# Territorio (biologia)

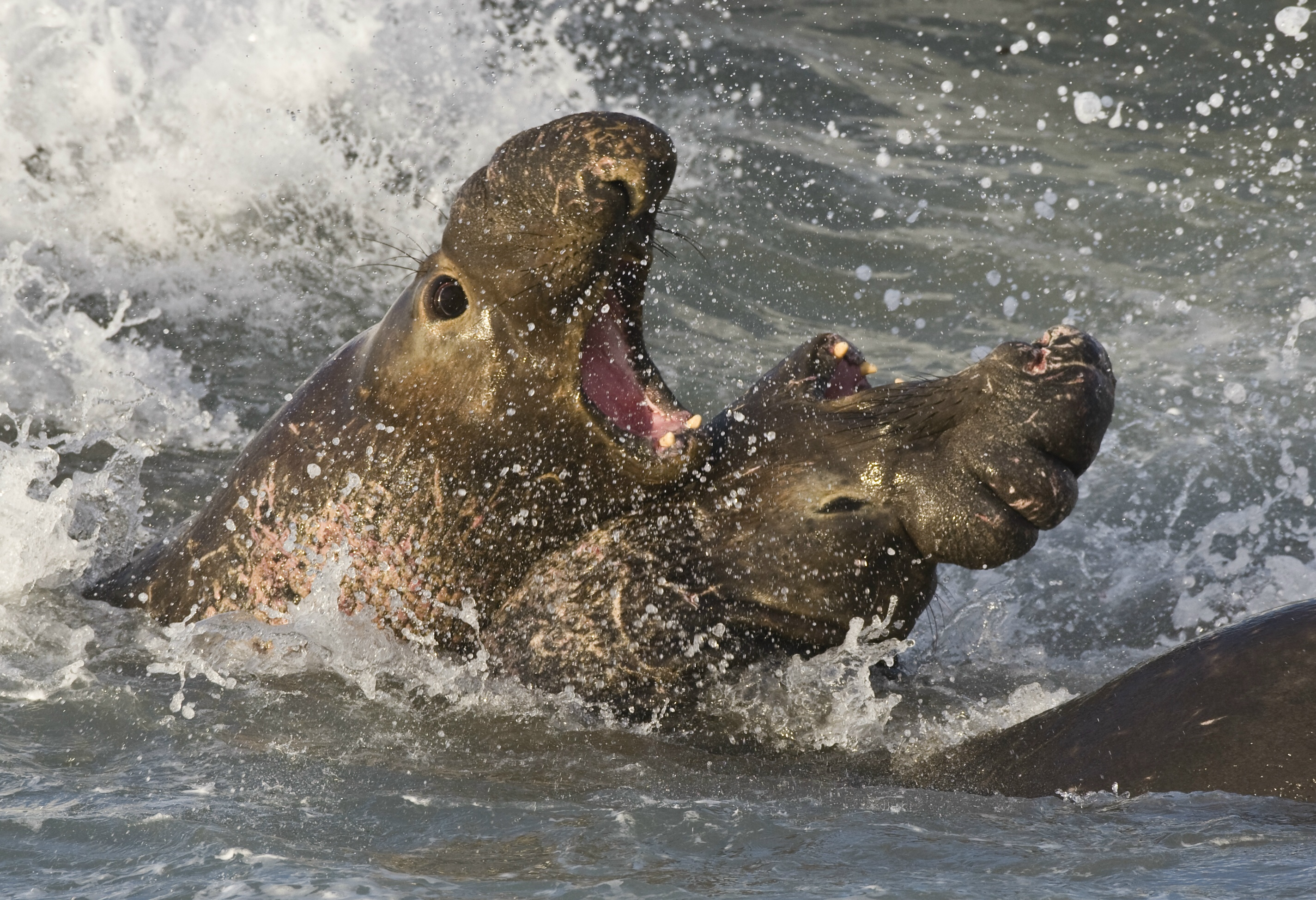
Elefanti marini del nord (Mirounga angustirostris) lottano per il territorio.

In etologia, sociobiologia ed ecologia comportamentale, con il termine territorio si indica una qualsiasi area sociografica che un animale di una particolare specie difende costantemente dai cospecifici (e, occasionalmente, dagli individui di altre specie). Gli animali che difendono propri territori sono noti come animali territoriali.

## Storia
L'idea del territorio animale venne introdotta dall'ornitologo britannico Eliot Howard in una pubblicazione del 1920. Negli anni trenta il tema viene maggiormente affrontato dall'ornitologa statunitense Margaret Morse Nice con studi su una particolare specie di uccello, il passero canterino (Melospiza melodia). Essa venne ampiamente popolarizzata da Robert Ardrey nel libro L'imperativo territoriale, talmente popolare da generare una percezione esagerata dell'importanza territoriale nell'etologia sociale. In realtà solo la minoranza delle specie mantiene territori con confini ben definiti, nei quali vivono e trovano le risorse necessarie.

## Territorialità
Un territorio è un'area delimitata, da cui vengono esclusi tutti i possibili intrusi della stessa specie. Ciò comporta la difesa di quest'area e la perdita di lunghi periodi di tempo per rendersi facilmente visibili e segnalare così il proprio territorio. La difesa del territorio è stata osservata in molti animali: insetti, crostacei, altri invertebrati, pesci, anfibi, lucertole, uccelli e mammiferi, uomo compreso.
La territorialità è generalmente un'alternativa al comportamento di dominanza, anche se entrambi questi sistemi possono essere presenti nella stessa specie. Un sistema di territorialità può funzionare bene quando la densità di popolazione è bassa; al crescere della densità, però, questo sistema può collassare, lasciando spazio ad una gerarchia di dominanza in cui tutti gli animali occupano uno spazio comune.
Come ogni altra attività di competizione, la territorialità comporta sia costi che benefici. È vantaggiosa quando assicura l'accesso a risorse limitate, quando i confini territoriali possono essere difesi con piccoli sforzi. I benefici forniti dalla territorialità sono di fatto numerosi: l'accesso incontrastato ad un'area di foraggiamento; l'aumento di attrattività verso le femmine e la conseguente riduzione delle difficoltà connesse con la formazione della coppia, l'accoppiamento e l'allevamento della prole; la riduzione della trasmissione delle malattie; la riduzione della vulnerabilità ai predatori. Ma i vantaggi offerti dal possesso di un territorio verrebbero vanificati dai costi se gli individui dovessero spendere la maggior parte del loro tempo in dispute territoriali con i vicini.

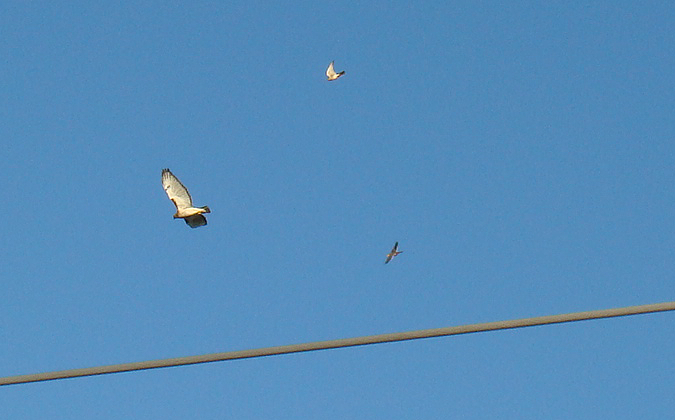
Due esemplari territoriali di gheppio americano attaccano una poiana codarossa.

La maggior parte del tempo e delle energie connesse alla territorialità viene spesa quando il territorio viene stabilito per la prima volta. Una volta definiti, i confini territoriali vengono generalmente rispettati e i comportamenti aggressivi diminuiscono man mano che gli occupanti dei territori adiacenti si riconoscono. I rapporti tra i vicini possono essere così pacifici che un osservatore, non presente al momento della definizione dei territori, potrebbe concludere che gli animali in questione non siano territoriali. Un maschio dominante di leone marino molto raramente entra in contrasto con i suoi vicini, che a loro volta difendono un territorio. Egli deve, comunque, essere costantemente vigile, per difendersi dagli attacchi dei giovani scapoli che vogliono conquistare i privilegi dell'harem.
Tra tutte le classi di vertebrati, gli uccelli sono quelli che hanno sviluppato maggiormente la territorialità. Nella gran parte delle specie di passeracei, i maschi stabiliscono un territorio all'inizio della primavera. Tale territorio viene difeso vigorosamente contro i maschi della stessa specie durante tutta la primavera e l'estate, quando l'accoppiamento e la nidificazione sono al loro apice. Un maschio di passero, per esempio, ha un territorio di circa tre quarti di acro. In una data area, anno dopo anno, il numero dei passeri rimane approssimativamente costante. Questo è dovuto al fatto che i giovani occupano i territori degli adulti che muoiono naturalmente o che vengono uccisi. Gli individui in surplus vengono esclusi dai territori e non possono così accoppiarsi o nidificare.
Alcuni uccelli marini, come i gabbiani, le sule, le sule dai piedi azzurri e gli albatros, formano delle colonie suddivise in piccoli territori, appena sufficienti a formare il nido. I territori di questi uccelli non comprendono anche l'area di pesca, in quanto essi si nutrono in mare dove il cibo continua a spostarsi ed è condiviso da tutti.
Nei mammiferi, il comportamento territoriale non è così evidente come negli uccelli. I mammiferi sono meno mobili degli uccelli e ciò rende più difficoltoso il pattugliamento di un territorio. Molti mammiferi hanno invece un'area familiare (home range), che viene considerata l'area totale attraversata da un individuo nel corso delle sue attività. Non è un'area esclusiva difesa da un individuo, ma si sovrappone spesso alle aree familiari di altri individui della stessa specie.
Per esempio, le aree familiari delle bande di babbuini si sovrappongono ampiamente, anche se una piccola parte di ogni area familiare viene riconosciuta come territorio particolare ed esclusivo di ogni banda. Le aree familiari possono spostarsi notevolmente al variare delle stagioni. Una banda di babbuini può essere costretta a muoversi durante la stagione secca per trovare acqua ed erba migliore. Gli elefanti, prima che i loro movimenti venissero limitati dall'uomo, compivano lunghe migrazioni stagionali nella savana africana, per procurarsi nuove aree di foraggiamento. Le aree familiari che si venivano a stabilire durante ogni stagione erano comunque molto vaste.

## Comportamento di marcatura
Per assolvere le sue funzioni specifiche, un territorio deve essere reso riconoscibile come già occupato. Tale effetto può essere raggiunto in vari modi e con segnali destinati a diversi organi di senso.

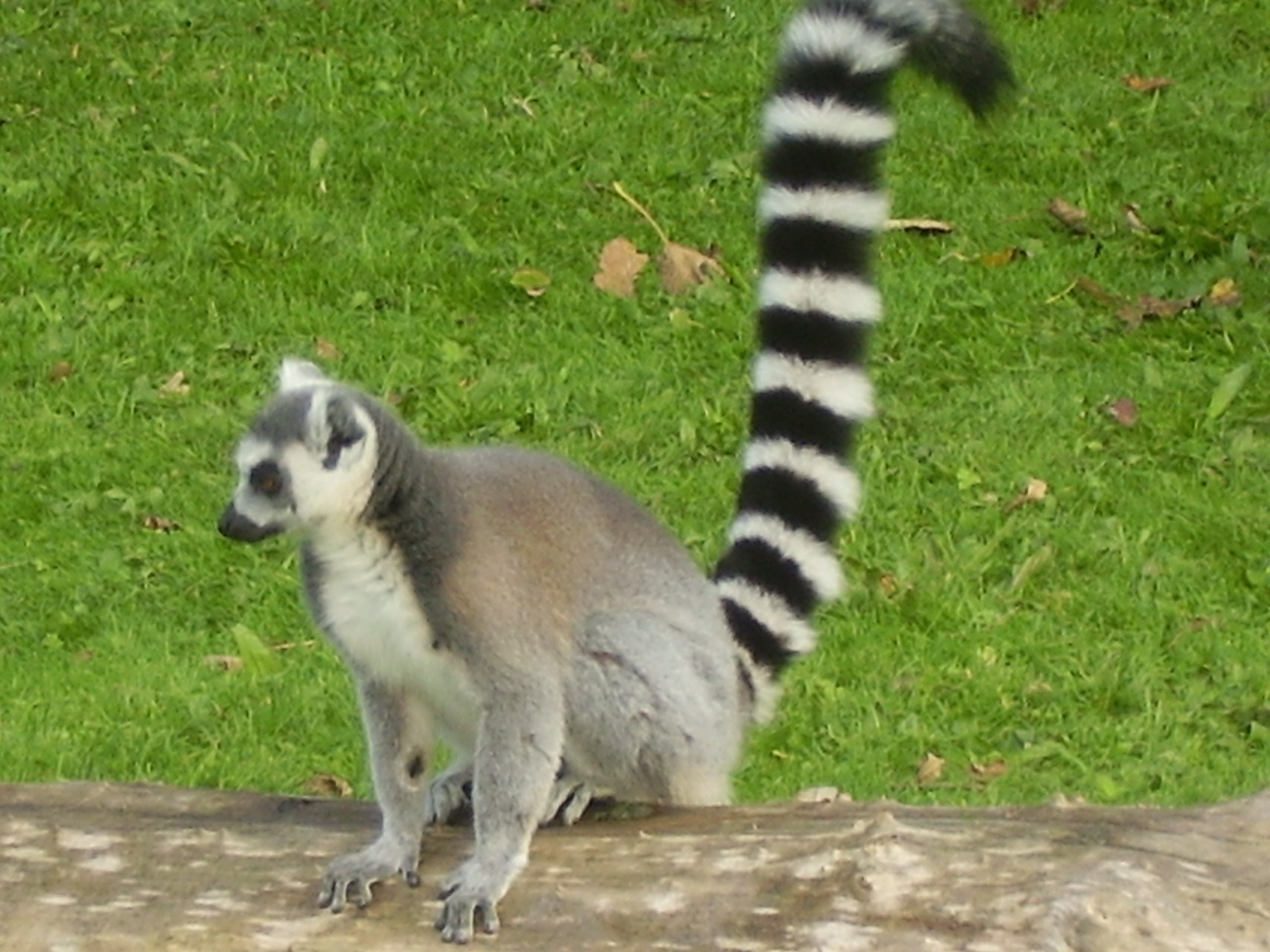
I lemuri dalla coda ad anelli tengono la coda rivolta in alto durante la marcatura del territorio.

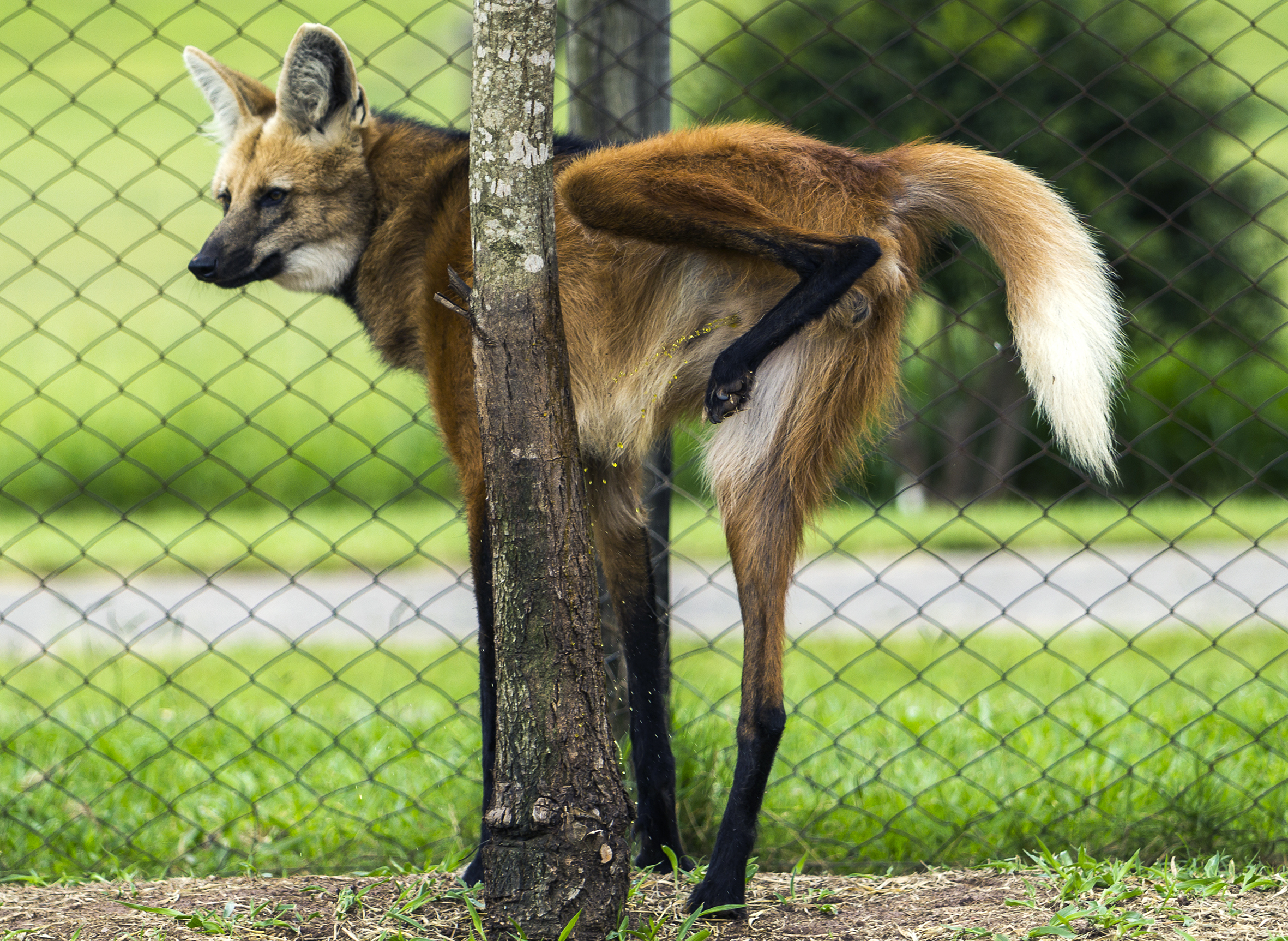
Un crisocione marca il territorio urinando su un albero.

### Marcatura visiva
L'esistenza del territorio può essere resa evidente dall'occupante che vi si mette in mostra. A tale scopo l'animale sfrutta punti della zona particolarmente esposti o emette vistosi segnali, compiendo determinati movimenti o assumendo posture caratteristiche. I maschi delle libellule del genere Calopteryx, dalle ali iridescenti, sorvolano i confini dei loro territori decollando da determinati punti di riposo ed eseguendo giri vistosi. I maschi dell'alcelafo si pongono ben in vista nella savana salendo in cima a termitai o ad altri rilievi che si trovino all'interno dei loro territori.

### Marcatura acustica
Gli animali che possono emettere suoni se ne servono spesso per comunicare che esiste il loro territorio. L'esempio più noto di questo tipo di comunicazione è ovviamente rappresentato dal canto degli uccelli, che viene emesso con particolare frequenza nel periodo in cui l'animale prende possesso del territorio dal quale vuole tener lontani gli intrusi. Tra i mammiferi hanno l'abitudine di emettere suoni, udibili taluni anche a grande distanza, per segnalare ai cospecifici l'esistenza di un territorio occupato, le foche, varie scimmie, le rane, certi sauri. La marcatura acustica è utilizzata perfino da un certo numero di pesci appartenenti a gruppi di parentela diversi.
Talvolta nel richiamo vengono inseriti suoni differenti da quelli vocali, come il martellante battere del becco nei picchi, oppure il «belato» del beccaccino, prodotto dalla vibrazione delle penne timoniere esterne nell'aria. Probabilmente anche i piccoli colpi e le vibrazioni prodotte da alcuni granchi sono segnali di marcatura acustica del territorio, ma esistono ancora dubbi sulla funzione di tali azioni.

### Marcatura odorosa
I mammiferi macrosmatici contrassegnano spesso il proprio territorio usando sostanze odorose sul confine. Queste possono essere prodotte dall'organismo non al solo fine della marcatura, oppure possono essere secrete da ghiandole specificamente destinate a tale funzione. Gli ippopotami marcano il territorio con lo sterco; parecchi marsupiali e roditori si servono della saliva; dell'urina si servono fra gli altri alcuni roditori, i rinoceronti, proscimmie e carnivori canidi e felidi. Le ghiandole che secernono sostanze odorose sono spesso situate in prossimità dell'ano o sul capo, ma possono anche trovarsi in parti diverse del corpo. Alcune specie dispongono di più ghiandole odorose variamente disposte. Esse sono presenti in entrambi i sessi, oppure nei soli maschi quando soltanto questi hanno il compito di marcare il territorio. In molti casi le ghiandole odorose operano pienamente solo nel periodo della riproduzione. I secreti vengono lasciati solitamente in punti ben esposti. Presso alcuni mammiferi i segnali odorosi assolvono una duplice funzione: servono a contrassegnare il territorio, ma costituiscono anche punti di riferimento fissi in base ai quali il possessore del territorio può meglio orientarsi. Ciò è ovviamente importante soprattutto quando i territori sono molto estesi.
Soltanto in casi isolati si è potuto dimostrare l'esistenza di marcature odorose presso animali non appartenenti alla classe dei mammiferi. Nella classe degli insetti ricordiamo il comportamento del bombo che deposita tracce odorose secrete dalle ghiandole mandibolari per contrassegnare il territorio di corteggiamento. Di grande interesse il comportamento delle api non sociali della tribù euglossini: i maschi lasciano tracce odorose, ma si procurano le sostanze necessarie raccogliendo liquidi profumati dalle orchidee; essi effettuano dunque la marcatura con materiale esterno.

### Marcatura elettrica
Alcune specie di pesci di gruppi di parentela diversi sono in grado di produrre, mediante specifici organi «elettrici» che derivano dalla trasformazione di tessuti muscolari, delle scariche elettriche. Esse sono utilizzate per la cattura della preda, per la difesa contro i nemici e, attraverso le modificazioni del campo elettrico, per l'orientamento soprattutto in acque limacciose. Almeno un gruppo, i mormiri africani, utilizza però le scariche elettriche per delimitare un territorio rispetto ai cospecifici.

### Marcatura mista
Alcuni animali si servono di marcature comprendenti segnali destinati a più organi di senso. Parecchi uccelli emettono il loro canto territoriale esponendosi in luoghi ben in vista o volando: realizzano così una marcatura acustica e ottica. Anche la marcatura odorosa può essere associata alla contemporanea emissione di segnali visivi: ciò avviene ad esempio quando l'emissione di urina, feci o secreti ghiandolari è accompagnata da posture particolari o da movimenti vistosi.

## Comportamento ambiguo sui confini
L'etologo premio nobel Nikolaas Tinbergen descrisse nel 1953 il comportamento territoriale degli spinarelli maschi sul confine dei propri territori minacciati dalla presenza di un estraneo, comportamento caratterizzato da movimenti dislocati in risposta alla tensione interiore in bilico tra attacco o fuga. Gli stessi comportamenti dislocati attuati con diverse modalità ma nelle stesse situazioni conflittuali, sono state registrate anche in altre specie. Esempi di comportamenti dislocati: fare finta di cercare cibo, o di costruire un nido, lisciarsi le penne, mettersi in posizione per dormire, ecc.